# Maryana Iskander
Maryana Iskander est une entrepreneuse sociale américaine d'origine égyptienne.
Elle est directrice générale de l'ONG sud-africaine Harambee Youth Employment Accelerator de 2013 à 2022, puis directrice générale de la fondation Wikimédia depuis 2022.

## Biographie

### Enfance et éducation
Maryana Iskander est née au Caire, en Égypte, où elle a vécu avant d'émigrer aux États-Unis avec sa famille à l'âge de quatre ans. Sa famille s'est installée à Round Rock au Texas. Elle a obtenu un diplôme en sociologie à l'université Rice magna cum laude avant d'obtenir un master en sciences à l'université d'Oxford en tant que boursière Rhodes ; elle y a fondé la Rhodes Association of Women. En 2003, elle est diplômée de la faculté de droit de Yale.

### Vie professionnelle
Après avoir obtenu son master à Oxford, Maryana Iskander travaille comme associée chez McKinsey. Après avoir obtenu son diplôme de la Yale Law School, Iskander travaille pour Diane Wood (en) à la septième cour d'appel de Chicago, dans l'Illinois. Elle devient ensuite conseillère du président de l'université Rice, David Leebron (en). Après deux ans, elle quitte son emploi chez Rice pour occuper le poste de directrice de l'exploitation (COO) du planning familial de New York. Elle est également consultante en stratégie pour WL Gore & Associates et assistante juridique chez Cravath, Swaine & Moore (en) à New York et Vinson & Elkins (en) à Houston.

#### Accélérateur pour l'emploi des jeunes Harambee
Après son passage chez Planned Parenthood, Maryana Iskander commence à travailler en 2012 en tant que directrice des opérations de Harambee Youth Employment Accelerator (en) en Afrique du Sud avant de devenir directrice générale en 2013, rôle qu'elle tiendra jusqu'à son départ en janvier 2022. Harambee se concentre sur la mise en relation des employeurs avec les nouveaux travailleurs afin de réduire le chômage des jeunes et d'augmenter la rétention. Iskander souhaite que les employeurs considèrent l'embauche et la rétention des personnes dont c'est le premier emploi non pas comme un acte de charité, mais comme un talent. En créant un grand bassin de travailleurs facilement navigables et en prouvant que les jeunes peuvent être employés avec succès en utilisant cette méthode, Harambee a pu intensifier leurs efforts et leur efficacité. Pendant son mandat de PDG, elle a conduit Harambee à devenir l'une des principales organisations à but non lucratif d'Afrique du Sud et une contributrice importante à l'emploi des jeunes sud-africains, ayant mis en relation 100 000 jeunes avec des opportunités de travail en partenariat avec 500 entreprises en juin 2019.

#### Fondation Wikimédia
Le 14 septembre 2021, Maryana Iskander est annoncée comme nouvelle directrice générale de la Fondation Wikimédia. Sa prise de poste est le 5 janvier 2022.

## Prix et distinctions
Maryana Iskander a reçu plusieurs prix et bourses notables :  le Skoll Award for Social Entrepreneurship et le Yale Law School Distinguished Alumnae Award. En 2002, elle a reçu The Paul & Daisy Soros Fellowships for New Americans (en), qui est accordée aux immigrants ou aux enfants d'immigrés « qui sont prêts à apporter une contribution significative à la société américaine, la culture ou leur domaine académique ». Elle a reçu une bourse Rhodes et une bourse Harry S. Truman. Elle est également membre de la promotion 2006 des Henry Crown Fellows de l'Institut Aspen et de leur Aspen Global Leadership Network. L'organisation et son leadership ont été récompensés par des prix et des financements d'organisations telles que la Fondation Skoll et l'Agence des États-Unis pour le développement international (USAID).

## Publications
Maryana Iskander a publié deux articles dans des revues juridiques de Yale, Why Legal Education is Failing Women et Methodology Matters. Elle est notamment mentionnée dans deux ouvrages, View from the Top de D. Michael Lindsay (en) et Make Trouble de Cecile Richards (en). Elle a également publié des articles dans l'Africa Portal et le journal sud-africain Daily Maverick.